# 薩扎瓦河畔日賈爾

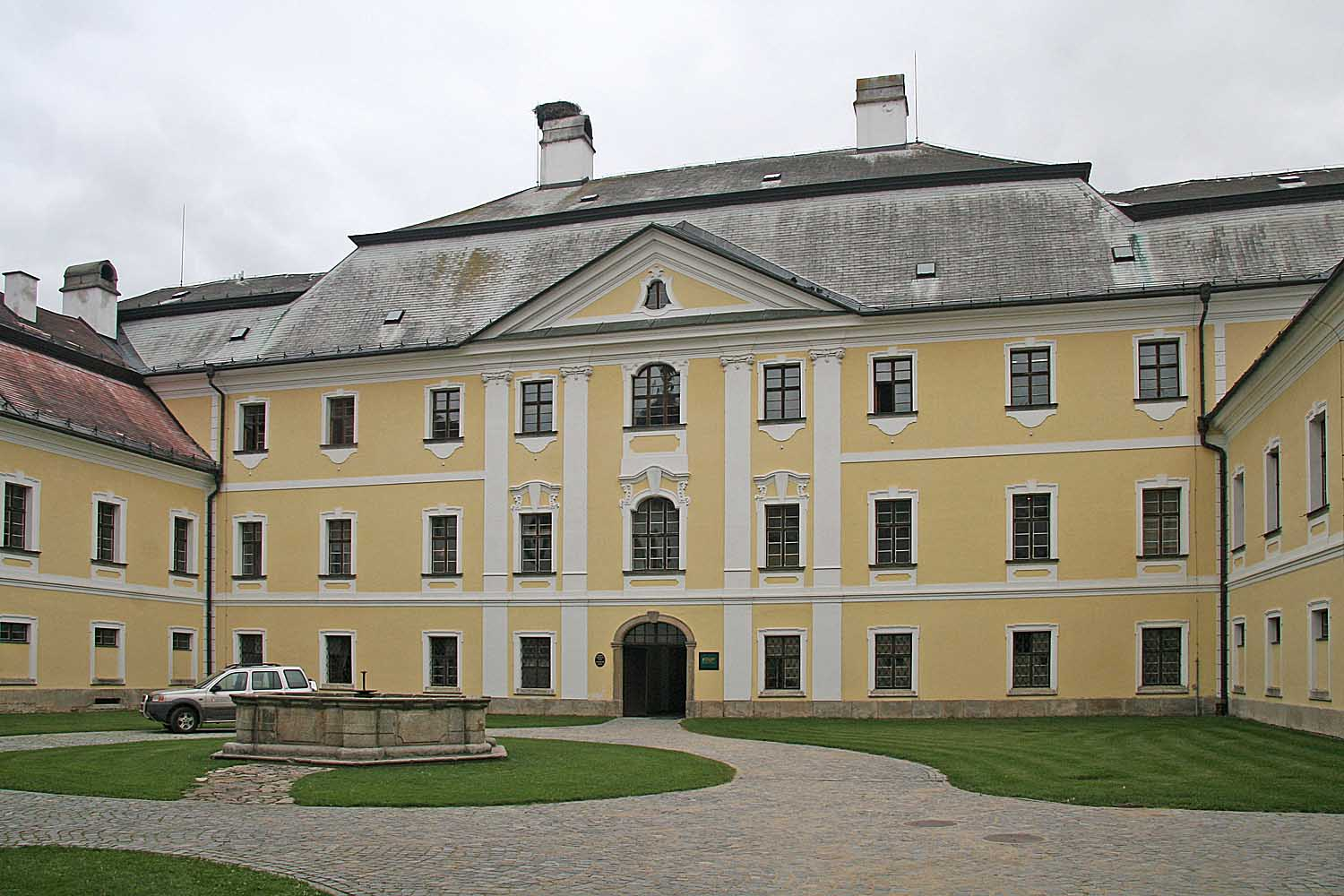

薩扎瓦河畔日賈爾是捷克的城市，位於該國中部，由維索基納州負責管轄，面積37.06平方公里，海拔高度580米，是熱門的旅遊地點，2006年人口23,469。

## 外部連結
- （捷克文） Municipal website （页面存档备份，存于）